# 无赖熊猫
《无赖熊猫》是周洪滨的漫画，在《漫画世界》连载，夺得最受欢迎角色大奖。主人公是喜八德和猥琐兔。书商称该作品"无赖=发行量"，作者也人称"无赖教主"。单行本中还有作者的成长照片。作者则成立了潜艇工作室，创作过《偷心九月天》、《烈火街球》、《狼少年》、《反斗档案》，本作品则是获得第2届金龙奖金奖。主人公喜八德曾夺得《漫画世界》最受欢迎的漫画人物冠军。本作品也获得国家文化部颁布的原创动漫扶持计划网络动漫作品奖。据主创介绍本漫画的创作灵感来自于对熊猫的喜爱